# Hanne Dam
Hanne Dam (født 5. oktober 1948) er en dansk journalist, foredragsholder og lektor. Hun arbejdede i 21 år som journalist på Dagbladet Information, hvor hun vandt Cavlingprisen i 1980 for sin dækning af kvindestoffet.
Hun har senere arbejdet som Informationschef i Forbrugerstyrelsen og som lektor på journalistikstudiet på Roskilde Universitets Center.
Hanne Dam er forfatter til bl.a. bøgerne På trods – 100 års kvindehistorie (Danske Kvinders Nationalråd), Midtvejskærlighed (Hans Reitzels forlag) og Efter kvindeoprøret – forestillingen om frihed (Tiderne Skifter). Hun modtog en særpris for sin bog En god start i livet.
Arbejder nu freelance, ordstyrer, foredragsholder, medietræning og pressehåndteringskurser.